# مارکو توملا
مارکو توملا (فنلاندی: Marko Tuomela؛ زادهٔ ۳ مارس ۱۹۷۲) بازیکن فوتبال اهل فنلاند بود.
از باشگاه‌هایی که در آن بازی کرده‌است می‌توان به باشگاه فوتبال سوئیندون تاون، باشگاه فوتبال ترومسو، باشگاه فوتبال لیائونینگ، باشگاه فوتبال سوندسوال، باشگاه فوتبال یارو و باشگاه فوتبال کوسیسی اشاره کرد.
وی همچنین در تیم ملی فوتبال فنلاند بازی کرده‌است.